# نيلسون أندريه
نيلسون أندريه (بالبرتغالية: Nilson Andrè‏) هو منافس ألعاب قوى برازيلي، ولد في 30 يناير 1986 في دوق دي كاكسياس في البرازيل.

## وصلات خارجية
- نيلسون أندريه على موقع الاتحاد الدولي لألعاب القوى (الإنجليزية)
- نيلسون أندريه على موقع أوليمبيديا (الإنجليزية)